# Dennis Coffey
Dennis James Coffey (Detroit, 11 novembre 1940) è un chitarrista statunitense.
Oltre a essere un richiesto musicista di studio, Coffey è ricordato per la sua Scorpio, entrata nella Top 10 negli Stati Uniti.

## Biografia
Coffey è nato a Detroit nel 1940. Imparò a suonare la chitarra a tredici anni. Durante l'adolescenza si appassionò al genere country. Mentre si diplomava alla Mackenzie High School, si interessò anche al rock and roll, al jazz e il blues. Durante la seconda metà degli anni sessanta, Coffey entrò nei Funk Brothers e si guadagnò una reputazione in qualità di chitarrista turnista: figura infatti nei crediti di S.O.S. (Stop Her on Sight) (1968) e War (1970) di Edwin Starr, Cloud Nine (1968), Psychedelic Shack (1969) Ball of Confusion (That's What the World Is Today) (1970), Real Humdinger (1973) di J. J. Barnes e Band of Gold (1970) di Freda Payne. Nel frattempo pubblicò il suo singolo di maggiore successo: Scorpio (1971), che entrò ai primi posti delle casistiche degli USA. Anche il singolo Taurus riuscì a ottenere buoni riscontri in fatto di vendite. Nel 1972 eseguì la sua Scorpio in Soul Train, diventando così il primo artista bianco a esibirsi in tale programma. Durante la prima metà degli anni settanta, Coffey fu membro dei Gallery. Nel 1977 fondò con Mike Theodore il quintetto C. J. & Company, ricordato per il suo successo Devil's Gun (1977).

## Discografia

### Album in studio
- 1969 – Hair and Thangs
- 1971 – Evolution
- 1972 – Goin' for Myself
- 1972 – Electric Coffey
- 1974 – Instant Coffey
- 1975 – Gettin' It On
- 1975 – Finger Lickin' Good